# Never Say Never (Kim Wilde)
Never Say Never è un album della cantante pop inglese Kim Wilde, pubblicato nel 2006. È stato anticipato dal singolo You Came 2006, rifacimento in chiave garage-pop del brano You Came, del 1988.
Never Say Never segna il ritorno sulla scena musicale di Kim Wilde, dopo molti anni anche da "Now & Forever", ultimo album in studio, pubblicato nel 1995.
Never Say Never è stato prodotto insieme a Uwe Fahrenkrog-Petersen, della band tedesca Nena.

## Tracce
| 1. Perfect Girl - 3:46 2. You Came (2006) - 3:10 3. Together We Belong - 4:16 4. Forgive Me - 3:55 5. Four Letter Word (2006) - 4:34 6. You Keep Me Hangin' On (2006) [feat. Nena] - 3:10 7. Baby Obey Me - 3:13 8. Kids in America (2006) [feat. Charlotte Hatherley]- 3:23 9. I Fly - 2:59 10. Game Over - 3:49 11. Lost Without You - 4:06 12. View from a Bridge (2006) - 3:55 13. Maybe I'm Crazy - 4:05 14. Cambodia [Paul Oakenfold Remix] - 5:19 | 1. You Came - Video Musicale 2. You Came [In Bed with Kim Wilde] - Video Musicale 3. You Came [Groovenut Short Edit] - Traccia Audio 4. A Date with Kim Wilde - The " Never Say Never" Interview - Intervista 5. Biography 6. Photogallery - durata: 36:53 min. |